# Universums änglar
Universums änglar (originaltitel: Englar alheimsins) är en roman från 1993 av den isländske författaren Einar Már Guðmundsson. Den handlar om en schizofren man som läggs in på mentalsjukhus för personlighetsklyvning, förföljelsemani och ångest. Han lär känna några medpatienter och försöker utifrån pseudovetenskapliga idéer att hitta orsaken till sina problem i barndomen. Boken gavs ut på svenska 1996 i översättning av Inge Knutsson. Den fick Nordiska rådets litteraturpris och är förlaga till en film.

## Mottagande
Boken fick tidningen DV:s kulturpris 1994 och Nordiska rådets litteraturpris 1995. Motiveringen från Nordiska rådet löd: "Med poetisk galenskap upplevs civilisationen och världen genom den psykiatriske patientens sinne. Humorn framhäver allvaret. Ironin är klädd i naivitetens slöja. Romanen öppnar för insikt i den verklighet som vi har vant oss vid att kalla normal."

## Filmatisering
Romanen är förlaga till en film med samma titel som hade premiär 2000. Den regisserades av Friðrik Þór Friðriksson och hade Ingvar Eggert Sigurðsson och Baltasar Kormákur i huvudrollerna.